# Mike Thackwell
Mike Thackwell (ur. 30 marca 1961) – nowozelandzki kierowca wyścigowy pochodzący z Auckland. Startował m.in. w Formule 1, Formule 2, CART oraz samochodach sportowych.
Do 2009 roku był określany jako najmłodszy uczestnik wyścigu w Formule 1, jednak była to kwestia dyskusyjna, ponieważ w swoim debiucie w Grand Prix Kanady 1980 uczestniczył w wypadku na starcie wyścigu, który z tego powodu został zatrzymany. Wyścig został powtórzony, ale Thackwell nie pojawił się ponownie na starcie z powodu uszkodzeń swojego bolidu.
Thackwell jest najmłodszym kierowcą zgłoszonym do wyścigu. Było to Grand Prix Holandii 1980 do którego się jednak nie zakwalifikował.